# Sharia4Belgium
Sharia4Belgium fue una organización salafista radical belga. Su portavoz era Fouad Belkacem alias Abu Imran. 
Sharia4Belgium denunciaba la democracia occidental y hacía un llamado para transformar Bélgica en un Estado islámico, lo cual conlleva la imposición de la Sharia a toda la población. Su portavoz Fouad Belkacem presentaba un discurso por lo general polémico. Predicaba la imposición de la pena de muerte para las personas LGBT y afirmaba que oraba por Osama bin Laden. En 2010, acapararon noticias al interrumpir una conferencia de Benno Barnard en la Universidad de Amberes. A principios de abril de 2010, el ministro belga de Interior, Annemie Turtelboom, ordenó la clausura del sitio web de la organización. En 2011, la organización atribuyó la muerte de la política Marie-Rose Morel, del  Vlaams Belang,  a «un castigo de Alá».
En 2012, Abu Imran, miembro de sharia4belgium, fue condenado a dos años de prisión por incitación al odio y la violencia hacia los no musulmanes En octubre de 2012 la organización anunció su disolución.
En febrero de 2015, el líder de Sharia4Belgium, Fouad Belkacem, fue condenado a 12 años de prisión.  Según el tribunal de Amberes, su grupo era una "organización terrorista."